# Municipio de Portage (condado de Mackinac)
El municipio de Portage (en inglés: Portage Township) es un municipio ubicado en el condado de Mackinac, en el estado estadounidense de Míchigan. En el año 2010 tenía una población de 981 habitantes y una densidad de 5,24 personas por km².

## Geografía
El municipio de Portage se encuentra ubicado en las coordenadas 46°10′52″N 85°46′21″O / 46.18111, -85.77250. Según la Oficina del Censo de los Estados Unidos, el municipio tiene una superficie total de 187.16 km², de la cual 143,58 km² corresponden a tierra firme y (23,29 %) 43,59 km² es agua.

## Demografía
Según el censo de 2010, había 981 personas residiendo en el municipio de Portage. La densidad de población era de 5,24 hab./km². De los 981 habitantes, el municipio de Portage estaba compuesto por el 95,11 % blancos, el 0,2 % eran afroamericanos, el 2,75 % eran amerindios, el 0,2 % eran asiáticos y el 1,73 % eran de una mezcla de razas. Del total de la población el 0,1 % eran hispanos o latinos de cualquier raza.